# 2-氟-3-氯-6-溴碘苯
2-氟-3-氯-6-溴碘苯是一种有机化合物，化学式为C6H2BrClFI，它是氟氯溴碘苯的同分异构体之一。它和5-甲酰基-1,3-苯并二噁茂-6-硼酸频哪醇酯在磷酸钾存在下、二氯化双(三苯基膦)钯催化下反应，可以得到6-(2-氟-3-氯-6-溴苯基)-1,3-苯并二噁茂-5-甲醛。它和3-羟基萘-2-硼酸在二(三叔丁基膦)钯催化下反应，可以得到4-氯-1-溴苯并[b]萘并[2,3-d]呋喃。